# Lliga jordana de futbol
La Lliga jordana de futbol és la màxima competició futbolística de Jordània. Es disputa des de l'any 1944. És organitzada per l'Associació de Futbol de Jordània.

## Clubs participants temporada 2017/2018
| Club                 | Seu      | Estadi                      | Fundació |
| -------------------- | -------- | --------------------------- | -------- |
| Al-Ahli              | Amman    | Petra Stadium               | 1944     |
| Al-Aqaba             | Aqaba    | Prince Mohammed Stadium     | 1965     |
| Al-Baqa'a            | Amman    | King Abdullah Stadium       | 1968     |
| Al-Faisaly           | Amman    | Amman International Stadium | 1932     |
| Al-Hussein           | Irbid    | Al-Hassan Stadium           | 1964     |
| Al-Jazeera           | Amman    | Amman International Stadium | 1947     |
| Al-Ramtha            | Irbid    | Prince Hashim Stadium       | 1966     |
| Al-Wehdat            | Amman    | King Abdullah Stadium       | 1956     |
| Al-Yarmouk           | Amman    | King Abdullah Stadium       | 1959     |
| Mansheyat Bani Hasan | Mafraq   | Prince Ali Stadium          | 1978     |
| Shabab Al-Ordon      | Amman    | Amman International Stadium | 2002     |
| That Ras             | Al Karak | Prince Faisal Stadium       | 1980     |

## Historial
Font:
- 1944:  Al-Faisaly (1)
- 1945:  Al-Faisaly (2)
- 1946:  Jordan Club (1)
- 1947:  Al-Ahly (1)
- 1948: No es disputà
- 1949:  Al-Ahly (2)
- 1950:  Al-Ahly (3)
- 1951:  Al-Ahly (4)
- 1952:  Al-Jazira (1)
- 1953: No es disputà
- 1954:  Al-Ahly (5)
- 1955:  Al-Jazira (2)
- 1956:  Al-Jazira (3)
- 1957-58: No es disputà
- 1959:  Al-Faisaly (3)
- 1960:  Al-Faisaly (4)
- 1961:  Al-Faisaly (5)
- 1962:  Al-Faisaly (6)
- 1963:  Al-Faisaly (7)
- 1964:  Al-Faisaly (8)
- 1965:  Al-Faisaly (9)
- 1966:  Al-Faisaly (10)
- 1967-69: No es disputà
- 1970:  Al-Faisaly (11)
- 1971:  Al-Faisaly (12)
- 1972:  Al-Faisaly (13)
- 1973:  Al-Faisaly (14)
- 1974:  Al-Faisaly (15)
- 1975:  Al-Ahly (6)
- 1976:  Al-Faisaly (16)
- 1977:  Al-Faisaly (17)
- 1978:  Al-Ahly (7)
- 1979:  Al-Ahly (8)
- 1980:  Al-Wahdat (1)
- 1981:  Al Ramtha (1)
- 1982:  Al Ramtha (2)
- 1983:  Al-Faisaly (18)
- 1984:  Amman Club (1)
- 1985:  Al-Faisaly (19)
- 1986:  Al-Faisaly (20)
- 1987-88:  Al Deffatain (2)
- 1988-89:  Al-Faisaly (21)
- 1989-90:  Al-Faisaly (22)
- 1990-91:  Al-Faisaly (23)
- 1991-92:  Al-Wahdat (3)
- 1992-93:  Al-Faisaly (24)
- 1993-94:  Al-Faisaly (25)
- 1994-95:  Al-Wahdat (4)
- 1995-96:  Al-Wahdat (5)
- 1996-97:  Al-Wahdat (6)
- 1997:  Al-Wahdat (7)
- 1998: No finalitzat
- 1999:  Al-Faisaly (26)
- 2000:  Al-Faisaly (27)
- 2001:  Al-Faisaly (28)
- 2002-03:  Al-Faisaly (29)
- 2003-04:  Al-Faisaly (30)
- 2004-05:  Al-Wahdat (8)
- 2005-06:  Shabab Al-Ordon (1)
- 2006-07:  Al-Wahdat (9)
- 2007-08:  Al-Wahdat (10)
- 2008-09:  Al-Wahdat (11)
- 2009-10:  Al-Faisaly (31)
- 2010-11:  Al-Wahdat (12)
- 2011-12:  Al-Faisaly (32)
- 2012-13:  Shabab Al-Ordon (2)
- 2013-14:  Al-Wahdat (13)
- 2014-15:  Al-Wahdat (14)
- 2015-16:  Al-Wahdat (15)
- 2016-17:  Al-Faisaly (33)
- 2017-18:  Al-Wahdat (16)
- 2018-19:  Al-Faisaly (34)
- 2020:  Al-Wahdat (17)
- 2021:  Al Ramtha (3)
- 2022:  Al-Faisaly (35)